# Bergstena
Bergstena är en småort i Bergstena socken i Vårgårda kommun i Västra Götalands län. Orten har 135 invånare (2023). Väster om Bergstena ligger sjön Tåsjön och en kilometer söder ut ligger tätorten Östadkulle.
Till 1836 låg här Bergstena sockens kyrka, som därefter övergavs. Därom minner idag Bergstena kyrkoruin.